# Ursula Klinger
Ursula Klinger (* 24. Januar 1948 in Aachen; † 4. September 2006 ebenda) war eine deutsche Wasserspringerin und Bundestrainerin im Fachbereich Turmspringen.
Seit 1. Juli 1978 stand sie als Bundestrainerin in Diensten des Deutschen Schwimm-Verbandes (DSV), seit 1991 als Cheftrainerin, zuletzt seit Oktober 2002 bis zu ihrem Ausscheiden am 30. Juni 2004 als Sportdirektorin Springen.
Ursula Klinger führte bereits die Mannschaft der Bundesrepublik im Turmspringen als Trainerin bei den Olympischen Spielen 1976 in Montréal (Kanada) und war anschließend mit Ausnahme der Olympischen Spiele 1980 in Moskau bei allen weiteren Olympischen Spielen, Welt- und Europameisterschaften vertreten. Wegen ihrer fachlichen Kompetenz und Würdigung ihrer erfolgreichen Arbeit im Wasserspringen wurde sie 1999 vom Deutschen Sportbund (DSB) in den Beirat der Bundestrainer berufen.
Ehrenamtlich blieb Ursula Klinger dem Springsport auch nach ihrem Ausscheiden aus dem DSV erhalten. Seit den Weltmeisterschaften 2005 in Montréal gehörte sie dem Spring-Komitee des Weltverbandes FINA an. Im Oktober 2000 verlieh ihr der damalige Bundespräsident Johannes Rau das Bundesverdienstkreuz.
Rau würdigte ausdrücklich die „respektvolle und erfolgreiche Zusammenführung der Sparten Wasserspringen in den beiden deutschen Schwimm-Verbänden nach der Wiedervereinigung“.
Besonderen Wert legte Ursula Klinger in den Bereich der Nachwuchsförderung bei den Turmspringern. In ihrem Heimatverein SV Neptun Aachen 1910, in dem bereits ihre Mutter Gerta Nadenau jahrzehntelang als Trainerin tätig gewesen war, trainierte sie nicht nur die Spitzensportler, sondern nahm sich auch Zeit für Anfänger.
Ursula Klinger erlag einem Krebsleiden, das bei ihr 2003 diagnostiziert wurde. Zuletzt musste sich Klinger immer häufiger einer stationären Behandlung unterziehen.

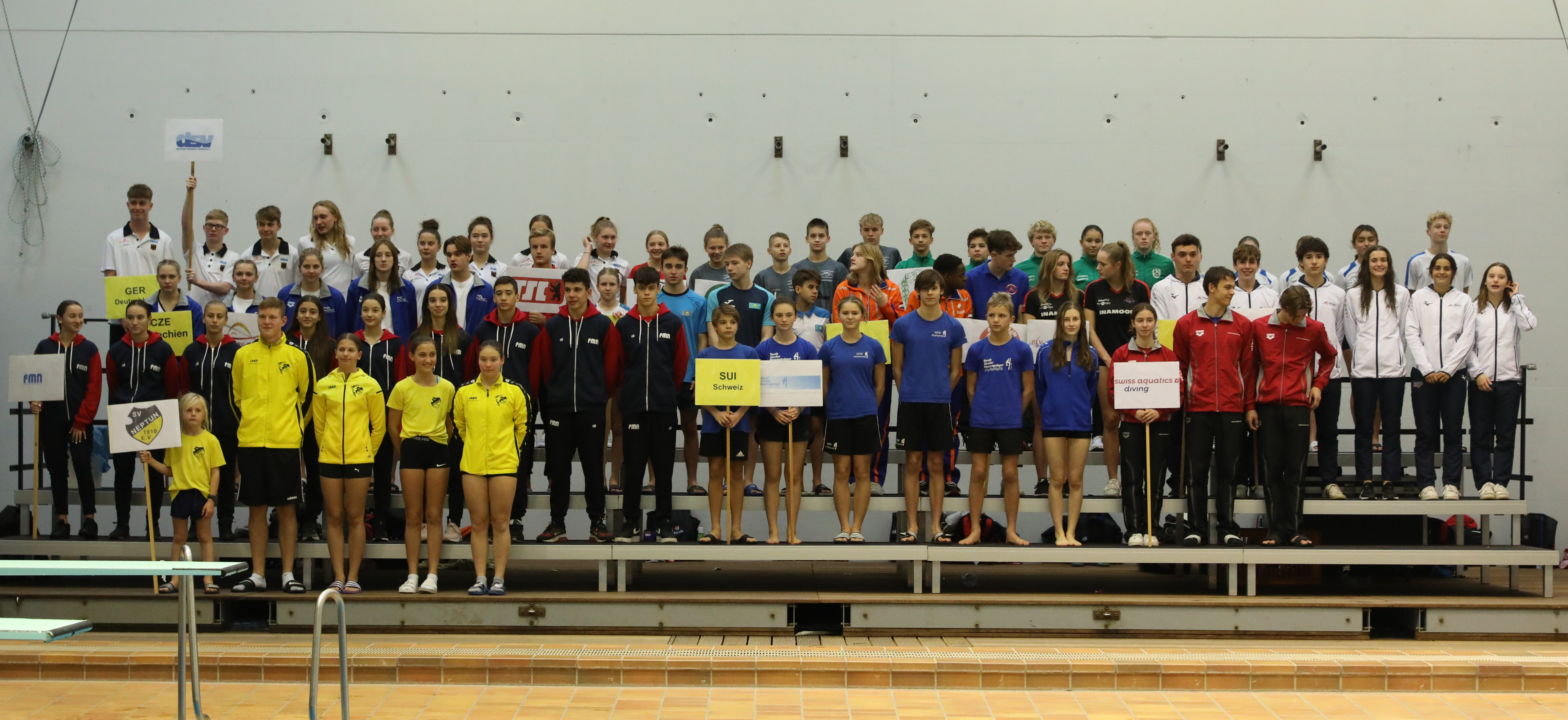
Aufstellung der Teams beim nach Ursula Klinger benannten Ulla-Klinger-Cup 2022 in Aachen, organisiert vom SV Neptun Aachen 1910

Die Stadt Aachen benannte die damalige Schwimmhalle West im Stadtteil Aachen-Hanbruch, Wettkampf- und Trainingsstätte der Kunst- und Turmspringer, zu Ehren Klingers 2008 in Ulla-Klinger-Halle und richtet seit 2013 ihr zu Ehren den Ulla-Klinger-Cup, einen internationalen Wasserspringwettkampf, aus.